# Волкогонов, Дмитрий Антонович
Дми́трий Анто́нович Волкого́нов (22 марта 1928, станица Мангут Кыринского района Читинского округа, РСФСР, СССР — 6 декабря 1995, Москва, Россия) — советский и российский историк, философ, политолог и политик.
Научная карьера Волкогонова началась в Институте военной истории, где он проводил исследования и писал труды по военной истории и истории СССР. Волкогонов известен как автор многочисленных книг о советских лидерах, таких как Сталин, Ленин и Троцкий. Его работы отличаются критическим взглядом на советскую историю и раскрывают многие аспекты репрессивной политики СССР .
Генерал-полковник (1986). Профессор, доктор исторических наук и доктор философских наук. Член-корреспондент РАН с 7 декабря 1991 года по Секции гуманитарных и общественных наук (история России). Лауреат Государственной премии Российской Федерации (1995 — посмертно).

## Биография
Родился 22 марта 1928 года в станице Мангут Кыринского района Читинского округа в семье агронома и учительницы. Через какое-то время семья перебралась на Дальний Восток. Отец, Антон Григорьевич Волкогонов, в 1937 году арестован за хранение статьи Николая Бухарина и расстрелян как враг народа. Семью сослали в деревню Агул в Красноярском крае. Мать, Александра Дмитриевна Перфильева, в 49 лет умерла в ссылке от рака грудной железы вскоре после Великой Отечественной войны. Брата и сестру Дмитрия усыновили, а он, призванный в армию, остался служить в ней.
По утверждению маршала Дмитрия Язова, отец к ответственности по политическим мотивам не привлекался, а умер в 1934 году, после чего мать переехала в село Агул Ирбейского рaйона Красноярского края, где работала директором школы.
В 1946—1947 годах работал учителем семилетней школы.

### Служба в Вооружённых Силах СССР
В 1949 году поступил в Орловское танковое училище, которое окончил в 1952 году.
В 1951 году вступил в ВКП(б).
В 1956 окончил Военно-политическую академию имени В. И. Ленина (ВПА), а затем адъюнктуру в той же академии.
Служил в Приволжском и Киевском военных округах, занимал различные должности в политорганах.
В 1963—1971 годах — адъюнкт, преподаватель, заместитель начальника кафедры ВПА им. В. И. Ленина. В 1966 году защитил кандидатскую диссертацию на тему «Нравственное развитие личности советского воина и военно-техническая революция».
С 1971 года работал в Главном политическом управлении Советской Армии и Военно-Морского флота. В том же году защитил докторскую диссертацию по философии «Социологический и гносеологический анализ проблем военно-этической теории (Мораль и война)».
В 1979—1984 годах начальник управления спецпропаганды («психологической войны»).
В 1984—1988 годах — заместитель начальника Главного политического управления СА и ВМФ.
В 1988—1991 годах — начальник Института военной истории Министерства обороны СССР. Снят с должности «за очернение советской истории». В 1990 году защитил докторскую диссертацию по истории «Сталинизм: сущность, генезис, эволюция».
В мае 1991 года вышел из КПСС.

### Деятельность в Верховном Совете России и органах КПСС
Делегат XXVII и XXVIII съездов КПСС, XIX конференции КПСС.
В 1985 году избран депутатом Верховного Совета РСФСР.
В 1990 году избран народным депутатом РСФСР по 60-му национально-территориальному округу (Оренбург), победив во втором туре будущего председателя правительства РФ В. С. Черномырдина. На I съезде избран членом Совета Национальностей Верховного Совета РСФСР, был сопредседателем фракции «Левый центр — сотрудничество», координатором депутатской группы «Россия», членом Комитета Верховного Совета по вопросам обороны и безопасности.
С июня по сентябрь 1990 года — заместитель председателя Совета Национальностей Верховного Совета РСФСР.
С 1990 года — вице-президент международной ассоциации военных историков. Был членом правления Философского общества, общества «Знание», членом редколлегий «Военно-исторического журнала» и журнала «Знамя».
С августа 1991 года — председатель Комиссии по упразднению военно-политических органов в Советской Армии.
12 декабря 1991 года, являясь членом Верховного Совета РСФСР, проголосовал за ратификацию Беловежского соглашения о прекращении существования СССР.

### Работа в Администрации президента России и Государственной Думе
С 20 июля 1991 года — Советник президента России по оборонным вопросам.
С 31 декабря 1991 года — член комиссии по определению перечня документов Архива президента Российской Федерации.
С 29 января 1992 года — член Государственной делегации Российской Федерации по подготовке соглашений Российской Федерации с государствами — бывшими союзными республиками по всей совокупности военно-политических вопросов.
С 22 февраля 1992 года — член правительственной комиссии по использованию государственного имущества, находившегося в собственности бывшего Института теории и истории социализма ЦК КПСС.
С 3 апреля 1992 года — член Президентского консультативного совета.
С 4 апреля 1992 года — председатель Государственной комиссии по созданию Министерства обороны, армии и флота Российской Федерации.
С 24 сентября 1992 года по 24 января 1994 года — советник президента Российской Федерации по вопросам обороны и безопасности.
2 октября 1992 года признано утратившим силу распоряжение президента о его назначении советником президента России по оборонным вопросам.
С 3 июня 1993 года — представитель президента Российской Федерации для участия в Конституционном совещании.
В октябре 1993 года принимал активное участие в разгоне Съезда народных депутатов и Верховного Совета России, будучи помощником замминистра обороны Константина Кобеца. Заместитель руководителя оперативной группы по штурму Верховного Совета. (По свидетельству вице-спикера ВС Ю. Воронина, в разгар расстрела Белого Дома он заявил ему по телефону: «Ситуация изменилась. Президент, как Верховный главнокомандующий, подписал приказ министру обороны о штурме Дома Советов и взял всю ответственность на себя. Мы подавим путч любой ценой. Порядок в Москве будет наведён силами армии».)
В 1993 году избран депутатом Государственной Думы Федерального Собрания Российской Федерации 1-го созыва, был членом фракции «Выбор России», членом Комитета по обороне. 
С марта 1994 года — член инициативной группы партии «Демократический выбор России».
С 21 октября 1993 года по 26 января 1994 года возложено руководство, на общественных началах, комиссией при президенте Российской Федерации по расследованию фактов бесследной пропажи граждан иностранных государств, а также российских граждан, исчезнувших при невыясненных обстоятельствах за пределами границ бывшего Советского Союза.
С 17 февраля 1994 года — член Совета по кадровой политике при президенте Российской Федерации.
С 18 августа 1994 года — член Экспертно-аналитического совета при президенте Российской Федерации.
С 22 сентября 1994 года — член Комиссии по рассекречиванию документов,.
С 8 ноября 1994 года — председатель Комиссии при президенте Российской Федерации по военнопленным, интернированным и пропавшим без вести.
Работал до последнего дня своей жизни. Умер от рака желудка 6 декабря 1995 года в Москве. Похоронен на Кунцевском кладбище.

### Дети
Дочь – Татьяна Дмитриевна (род. 23.10.1952);
Дочь – Ольга Дмитриевна (род. 19.02.1960) — специалист по истории русской философии.

## Архив Волкогонова
За период работы в архивах у Дмитрия Антоновича скопилось большое число документов по новейшей истории СССР. После его смерти его дочь Ольга в 1996 году передала архив в Библиотеку Конгресса США, в том числе документы 1967—1995 годов, срок рассекречивания для которых не истёк.
Ныне архив Дмитрия Волкогонова находится в Библиотеке Конгресса США, на него, в частности, ссылается израильский историк Габриэль Городецкий.
Последнюю идеологическую позицию генерала Волкогонова отражает цитата из его последней книги «Семь вождей»:
Только в конце жизни, после долгой и мучительной внутренней борьбы, я смог освободиться от химеры большевистской идеологии, испытал огромное облегчение и в то же время чувство глубокого сожаления, что потратил впустую столько лет в утопическом плену. Пожалуй, единственное, чего я добился в этой жизни, — это порвать с верой, которую я так долго хранил… Разочарование пришло ко мне сначала как идея, скорее как тоска духовного похмелья, пришло как интеллектуальное замешательство, наконец, как решимость противостоять истине и понять её…

## Награды
- Орден Трудового Красного Знамени
- Орден Красной Звезды
- Орден «За службу Родине в Вооружённых Силах СССР» III-й степени
- Орден Почёта (СССР)
- Медаль «За воинскую доблесть. В ознаменование 100-летия со дня рождения Владимира Ильича Ленина»
- Медаль «За отличие в охране государственной границы СССР»
- Медаль «20 лет Победы в Великой Отечественной войне 1941—1945 гг.»
- Медаль «За укрепление боевого содружества»
- Медаль «За строительство Байкало-Амурской магистрали»
- Медаль «40 лет Вооружённых Сил СССР»
- Медаль «50 лет Вооружённых Сил СССР»
- Медаль «60 лет Вооружённых Сил СССР»
- Медаль «70 лет Вооружённых Сил СССР»
- Медаль «Ветеран Вооружённых Сил СССР»
- Медаль «За безупречную службу» I степени
- Медаль «За безупречную службу» II степени
- Медаль «За безупречную службу» III степени
- Премия Ленинского комсомола (1983) — за цикл работ по исследованию проблем молодёжи, истории и современной деятельности ВЛКСМ
- Орден «За заслуги перед Отечеством» III степени (10 апреля 1995 года) — за заслуги перед Отечеством, связанные с развитием российской государственности[30].
- Государственная премия Российской Федерации в области литературы и искусства 1995 года (27 мая 1996 года, посмертно) — за трилогию «Вожди»: «Сталин», «Троцкий», «Ленин»[31]

Иностранные награды:
- Орден «За боевые заслуги» (МНР)
- Медаль «50 лет Монгольской Народной Революции» (МНР)
- Медаль «50 лет Монгольской Народной Армии» (МНР)
- Орден Государственного флага III степени (КНДР)
- Орден «9 сентября 1944 года» (НРБ)

## Труды
Написал около 30 книг по истории, философии, проблемам политики, среди последних работ — 6-томник «Вожди» (Сталин, Троцкий, Ленин) и двухтомник «Семь вождей» (о всех генеральных секретарях ЦК КПСС). Его книги переведены на многие языки, изданы в более чем 20 странах мира. Опубликовал свыше 500 научных и публицистических статей по актуальным вопросам политики, философии и истории; был награждён советскими и иностранными орденами, медалями; являлся лауреатом научных и литературных премий.
В 1996 году трилогия Д. А. Волкогонова «Вожди» в шести томах («Сталин», «Троцкий», «Ленин») удостоена Государственной премии Российской Федерации в области литературы и искусства.

### Список основных работ
- Актуальные проблемы советской военно-этической теории. — М., 1972.
- Этика советского офицера. — М.: Воениздат, 1973
- Моральные конфликты и способы их разрешения. — М.: Знание, 1974.
- Воинская этика. — М., Воениздат, 1976
- Идеологическая борьба и коммунистическое воспитание. — М.: Знание, 1976
- Беседы о воинской этике. — М., ДОСААФ, 1977
- Научно-технический прогресс и развитие личности. — М.: Знание, 1977
- О героях и героическом. — М.: Знание, 1977
- Школа героизма и мужества. — М.: Воениздат, 1977.
- Милитаристский характер идеологии и политики маоистов. — М., 1978
- На страже социалистического Отечества. — М.: Знание, 1978
- Воинская этика. — М., Знание, 1980
- Методология идейного воспитания. — М., Воениздат, 1980
- Доблести. — М., Молодая гвардия, 1981
- Маоизм: угроза войны. — М., 1981
- Идеология — важнейший фронт классовой борьбы. — М., Знание, 1982.
- Угроза миру — реальная и мифическая. — М., 1982
- Борьба идей и воспитание молодежи. — М., 1983
- Психологическая война. — М., Воениздат, 1983. 2-е изд. — 1984.
- Вооружённые силы в современном мире. — М., Знание, 1984
- Феномен героизма. — М., Политиздат, 1985. — 200 000 экз.
- Мужество и память. — М., Воениздат, 1985
- На страже мира и социализма. — М., Знание, 1986
- Оружие истины. — М., Политиздат, 1987. — 100 000 экз.
- Советский солдат. — М., Воениздат, 1987.
- Триумф и трагедия. Политический портрет И. В. Сталина. М., изд. АПН, 1989
- Триумф и трагедия. Политический портрет И. В. Сталина. — Барнаул, 1990.
- Триумф и трагедия. Политический портрет И. В. Сталина. — Кемерово, 1990
- Триумф и трагедия. Политический портрет И. В. Сталина. — М., Художественная литература. Кн. 1. — 1990., Кн. 2 — 1991. («Роман-газета»)
- Вожди. Трилогия:
  - «Сталин». В 2 т. — М., Новости, 1991—1992.; Переиздание — 1996.
  - Троцкий: Политический портрет. В 2 т. — М., Новости, 1992; 2-е изд. — 1994.
  - «Ленин». В 2 т.[32]
- Волкогонов Д. А. Семь вождей. Галерея лидеров СССР в двух книгах / А. В. Коротков. — М.: Новости, 1995. — 349 с. — 30 000 экз. — ISBN 5-7020-1031-0.
  - Книга первая: «Владимир Ленин. Иосиф Сталин. Никита Хрущёв».
  - Книга вторая: «Леонид Брежнев. Юрий Андропов. Константин Черненко. Михаил Горбачёв».
- Этюды о времени. — М., 1998.
- Контпропаганда: теория и практика. (1988 — редактор).

## Отзывы
Негативные
Писатель-сталинист Владимир Бушин в своей книге «За Родину! За Сталина!» подверг резкой критике труд Волкогонова «Триумф и трагедия».
Историк Юрий Фельштинский указывает, что в сочинении о Троцком «Волкогонов допускает огромное количество фактических ошибок и неточностей, которыми пестрит буквально каждая страница его двухтомника».
Философ Р. И. Косолапов критикует книгу Волкогонова о Ленине: «В издании нет абзаца, где бы не содержалась подтасовка, передержка, фальшь, а то и обычная ложь».
Ульяновский историк и писатель Жорес Трофимов подверг критическому анализу двухтомник Волкогонова о Ленине. В книге «Волкогоновский Ленин» Трофимов отмечает, что книга — «это вовсе не „политический портрет“, а сборник компилятивных статей, изобилующих к тому же сплетнями, мифами, домыслами, грубыми ошибками».
Профессор МГУ Олег Хлевнюк указывает, что написанная Волкогоновым биография Сталина «имеет скорее публицистический характер», а сам автор «не историк, а политик».
По мнению блогера Ольги Эдельман, работая над биографией Сталина, Волкогонов «получил возможность ввести в оборот множество новых источников, но этим значение его книги ограничивается, конечно, если не считать того обстоятельства, что само по себе её появление служило индикатором радикально сменившихся в СССР идеологических установок».
Историк Ю. И. Семёнов Критически отзывался как о трудах Волкогонова, так и о его моральных качествах, как ученого, обвиняя Волкогонова в лицемерии.
Позитивные
Британский биограф Ленина Роберт Сервис выражает несогласие с мнением Волкогонова и Солженицына о том, что «Ленин и ленинизм абсолютно чужды русской культуре». Сервис также считает, что советское государство скрывало истинного Ленина, об этом же пишет и Волкогонов в монографии «Ленин».
Известный американский историк-русист Ричард Пайпс отмечает, что Волкогонов изменил свое отношение к коммунизму и его вождям после того как получил доступ в президентский архив, доступ в который закрыт для большинства историков. Именно на основании закрытых в СССР архивных данных Волкогонов написал биографии Сталина, Троцкого и Ленина. При этом коммунистические убеждения Волкогонова уступили место «яростной ненависти». Пайпс считает, что в последние годы жизни Волкогонов действовал так, как будто пробудился от долгого гипнотического сна.